# 吳士玉
吳士玉（1665年—1733年），字荊山，號臞庵，江蘇蘇州府吳縣人，清朝政治人物。

## 生平
早年為諸生。江蘇巡撫宋犖延聘他來教子弟。康熙四十五年（1706年）丙戌科二甲第二名進士，選翰林院庶吉士，散館授編修，五十四年（1715年）升侍讀，五十六年（1717年）任順天學政，五十八年（1719年）奉敕編纂《駢字類編》二百四十卷，六十年（1721年）奉敕編纂《子史精華》一百六卷，六十一年（1722年）升侍讀學士，雍正三年（1725年）升戶部右侍郎，五年（1727年）改工部左侍郎，八年（1730年）改禮部左侍郎，九年（1731年）改吏部左侍郎，十一年（1733年）升禮部尚書，同年卒於官，諡文恪。

## 著作
著有《吷劍詩鈔》、《蘭藻堂集》。

## 家族
父吳宏量。子吳喬齡。